# 日本の都道府県労働局長登録教習機関一覧
日本の都道府県労働局長登録教習機関一覧（にほんのとどうふけんろうどうきょくちょうとうろくきょうしゅうきかんいちらん）は、日本全国の都道府県労働局長登録教習機関の一覧。

## 北海道
- 星ヶ浦自動車学校
- 釧路高等技術専門校
- トヨタL&F札幌
- トヨタL&F旭川
- キャタピラー教習所北海道教習センター
- 北友商会
- 芽室自動車学校十勝教習センター
- 芽室自動車学校北見教習センター
- 芽室自動車学校苫小牧作業免許センター
- コマツ教習所北海道センタ
- 滝川労働基準協会
- コベルコ教習所北海道教習センター
- 道南綜合自動車教習所
- 北央自動車学校
- 札幌クレーン特殊学校
- 日立建機教習センタ北海道教習所
- 労災防止センター
- 北海道立農業大学校
- 北海道理工福祉専門学校
- 北友商会技術能力開発協会
- 苫小牧地域職業訓練センター
- 北見地域職業訓練センター
- 札幌市建築業組合
- 道央建築職業訓練協会
- 住建センター
- 建設業職業能力開発学院北海道校
- 北海道日立物流サービス北海道教習所
- 北工学園モータースクール
- 萩野自動車学校
- 砂川自動車学校
- 日本航空専門学校
- 北海道建築工事業組合連合会
- 全建総連北海道建設労働組合連合会
- 林業・木材製造業労働災害防止協会北海道支部

## 青森県
- 芽室自動車学校みちのく教習センター
- 青森建機スクール
- 青森産業機械講習センター
- 青森産業機械講習センター三沢校
- 三沢中央建機スクール
- 八戸ライセンススクール

## 岩手県
- 芽室自動車学校岩手教習センター
- 安全教育センター
- 岩手クレーン学校
- 江刺自動車学校
- 東日本技能講習センター
- トヨタL&F岩手
- 三陸技能講習センター
- 一関建設技能教習所
- 岩手県立種市高等学校
- 岩手県立産業技術短期大学校
- 岩手県立千厩高等技術専門校
- 岩手県立二戸高等技術専門校
- 岩手県立宮古高等技術専門校
- 厨川技能訓練所
- 国立宮古海上技術学校
- 岩手県林業技術センター
- 職業訓練法人東磐職業訓練協会

## 宮城県
- キャタピラー東北宮城教習センター
- 安全教育センター
- 仙台クレーン学校
- 仙北自動車学校
- R45・日の出自動車学校
- 建設業職業能力開発学院
- 日立建機教習センタ宮城教習所
- 多賀城北日本自動車学院
- トヨタL&F宮城
- 北宮城自動車学校

## 秋田県
- 芽室自動車学校秋田教習センター
- 秋田県立鷹巣技術専門校
- 秋田県立大曲技術専門校
- 秋田県立秋田技術専門校
- 太平建機教習センター
- 県南総合教習所
- 鹿角建設機械教習センター
- 能代建設機械講習センター
- 県北技能講習センター
- クレーン学校横手校

## 山形県
- 山形県労働基準協会連合会
- 建設業労働災害防止協会山形県支部
- 陸上貨物運送事業労働災害防止協会山形県支部
- 林業・木材製造業労働災害防止協会山形県支部
- ボイラ・クレーン安全協会山形事務所
- 山形県溶接協会
- 日本砕石協会山形県支部
- 山形県森林研究研修センター
- 山形職業能力開発促進センター
- 山形県立山形職業能力開発専門校
- 山形県立庄内職業能力開発センター
- 出羽技能訓練所
- 天童自動車学校技能講習センター
- 酒田鉄工協同組合
- マツキ山形クレーン学校

## 福島県
- 福島県労働基準協会
- 福島労働基準協会
- 郡山労働基準協会
- 会津労働基準協会
- 白河労働基準協会
- 須賀川労働基準協会
- 喜多方労働基準協会
- 相馬労働基準協会
- 富岡労働基準協会
- 建設業労働災害防止協会福島県支部
- 陸上貨物運送事業労働災害防止協会福島県支部
- 林業・木材製造業労働災害防止協会福島県支部
- 日本ボイラ協会福島支部
- ボイラ･クレーン安全協会福島事務所
- ボイラ･クレーン安全協会いわき事務所
- 日本鳶工業連合会
- 日本砕石協会福島県支部
- 南湖建設機械講習所
- 福島県建設労働組合連合会
- 全国中小建築工事業団体連合会
- 郡山自動車学校産業機械講習所
- 安全教育センター
- 扇町自動車学校
- 建設業職業能力開発学院福島校
- 日本建設大工工事業協会福島支部
- 白河東産業機械研修センター
- 本宮・田村自動車学校建機講習所
- 富久山産業機械講習所
- 北部日本建設機械講習所

## 茨城県
- 茨城労働基準協会連合会
- 日鉄ビジネスサービス東日本
- PEO建機教習センタ茨城教習所
- 日立ドライバーズスクール
- 大宮自動車教習所
- 矢田部自動車教習所
- トヨタL&F茨城
- 日本建機教習所

## 栃木県
- わたらせ技能講習センタ
- コマツ教習所栃木センタ
- コベルコ教習所宇都宮教習センター
- 那須クレーン教習所
- 日立建機教習センタ栃木教習所
- トヨタL&F栃木
- 人財学園上三川事業所
- 栃木県南自動車学校

## 群馬県
- コマツ教習所群馬センタ
- アイチ研修センター新治教習所
- 建設業職業能力開発学院群馬校
- 日立建機教習センタ群馬教習所
- 加藤製作所技術研修センター

## 埼玉県
- キャタピラー教習所埼玉教習センター深谷教習所
- キャタピラー教習所埼玉教習センター秩父教習所
- JCフォークリフト教習センター埼玉
- コマツ教習所埼玉センタ
- アイチ研修センター上尾教習所
- 越生工業技術専門学校
- 安全衛生推進会
- 江南クレーン教習所
- 日立建機教習センタ埼玉教習所
- 日本産業技能教習協会
- 埼玉県健康づくり事業団
- 埼玉土建技術研修センター
- 鶴ヶ島自動車教習所
- 埼玉県立中央高等技術専門校
- 埼玉県立川口高等技術専門校
- 埼玉県立川越高等技術専門校
  - 埼玉県立川越高等技術専門校飯能分校
- 埼玉県立熊谷高等技術専門校
- 埼玉県立春日部高等技術専門校
- 初雁技能訓練所
- 大成ロデック
- 学校法人一川学園
- 埼玉自動車大学校
- 安全衛生推進会
- ワイズ
- アンモータースクール
- 三菱ロジスネクストオンサイト研修センター
- 住建センター
- 新日本技能講習センター

## 千葉県
- 千葉土建技術研修センター
- 日本クレーン協会
- 林業・木材製造業労働災害防止協会 千葉支部
- 日本ボイラ協会 千葉支部
- 陸上貨物運送事業労働災害防止協会 千葉県支部
- ボイラ・クレーン安全協会 千葉事務所
- 佐倉クレーン学校佐倉校
- 佐倉クレーン学校神崎校
- 千葉県労働基準協会連合会
- 建設業労働災害防止協会 千葉県支部
- キャタピラー教習所東関東教習センター
- コベルコ教習所市川教習センター
- 日本建機教習所
- 住友建機販売 住友建機教習所千葉教習センター
- 港湾貨物運送事業労働災害防止協会 千葉総支部
- 千葉県解体工事業協同組合
- ㈱日立プラントコンストラクション
- 労働安全衛生管理協会
- 千葉県管工事業協同組合連合会
- 海上中央自動車教習所
- ㈱東京BK足場 TB教習センター
- 住建センター
- 豊田自動織機 トヨタL&Fカスタマーズセンター
- 市原興業㈱ 市原技能教習センター
- 柏南自動車教習所
- 日本自動車大学校
- ㈱杉孝
- 鴻池運輸㈱ 安全品質研修センター
- 技術技能講習センター
- 茂原労働基準協会
- マジオワークライセンススクール白井校
- 銚子労働基準協会
- 千葉県自動車整備振興会
- 日本鳶工業連合会
- 大佐和自動車教習所 千葉教育センター
- ㈱能達 白井教習センター
- 千葉房総技能センター
- 柏センコー運輸㈱ 柏PD第2センター
- 東西㈱フォークリフト教習センター グッドマンビジネスパーク校
- 千葉労働基準協会
- 成田航空ビジネス専門学校

## 東京都
- 公益社団法人東京労働基準協会連合会
- 拝島自動車教習所・拝島フォークリフト教習所
- アイ・シー研修センター
- 安全教育センター
- アイチ研修センター立川教習所
- 石川島技術教習所東京センター
- コマツ教習所東京センタ
- 東京クレーン学校
- テクノライセンス
- 東京土建技術研修センター
- 日本産業技能教習協会
- 住建センター
- 東京建設技術センター
- 労働衛生管理協会
- 労働技能教習協会
- 中央労働基準協会

## 神奈川県
- 神奈川労務安全衛生協会
- 日本ボイラ協会神奈川支部
- 日本溶接技術センター
- JCフォークリフト教習センター横浜
- JCフォークリフト教習センター厚木
- 芽室自動車学校厚木教習センター
- 都南自動車教習所
- IHI技術教習所神奈川センター
- NKC能力開発センター
- コマツ教習所神奈川センタ
- 日本クレーン協会神奈川支部
- レント教習センター神奈川
- 日立建機教習センタ神奈川教習所
- 港湾貨物運送事業労働災害防止協会神奈川総支部
- 建設業労働災害防止協会神奈川支部
- 産業技術安全センター
- 神奈川土建技術センター
- 神奈川県建設技術センター

## 新潟県
- 一般社団法人北陸建設アカデミー
- 芽室自動車学校新潟教習センター
- 新潟県労働衛生医学協会
- 港湾貨物運送事業労働災害防止協会新潟県支部
- 日本クレーン協会新潟支部
- 燕西蒲労災防止協会
- コベルコ教習所新潟教習センター
- 全国火薬類保安協会新潟教育講習事務所
- 一般社団法人新潟県労働基準協会連合会
- 水原自動車学校
- 株式会社東新重工　亀田講習センター
- 建設業労働災害防止協会新潟県支部
- 陸上貨物運送事業労働災害防止協会新潟県支部
- 一般社団法人新潟県建築組合連合会
- 林業木材製造業労働災害防止協会新潟県支部

## 富山県
- 日本海重機サービス技術研修所
- 富山県労働基準協会
- 富山技能教育センター

## 石川県
- キャタピラー教習所北陸教習センター
- コマツ教習所粟津センタ
- 東部建設機械技能講習所

## 福井県
- 福井県労働基準協会
- 福井県建設鉄工協同組合
- 福井自動車学校

## 山梨県
- 日立建機教習センタ山梨教習所
- 山梨県労働基準協会連合会
- 山梨労働安全衛生教育センター
- 湯村自動車学校

## 長野県
- 日本技能教習所
- 大町自動車教習所
- 中部労働技能教習センター
- 長野県労働技能教習センター

## 岐阜県
- 東海第一自動車学校
- 加茂自動車学校
- 日本ライン自動車学校
- コベルコ教習所岐阜教習センター
- 日本クレーン協会岐阜クレーン教習所
- マジオワークライセンススクール大垣校
- 中濃自動車学校
- 大原自動車学校
- 北方自動車学校
- 那加自動車学校
- 那加クレーンセンター

## 静岡県
- 全国建設労働組合総連合静岡県建設労働組合
- 静岡県労働基準協会連合会
- 静岡県経済農業協同組合連合会茶業技術センター
- 静岡県建設業能力開発協会
- 静岡県木造建築工業組合
- 掛川自動車学校・掛川クレーン学校
- キャタピラー教習所静岡教習センター
- コマツ教習所株式会社静岡センタ
- 静岡県建設学院
- 静岡県立浜松技術専門校
- 静岡県立沼津技術専門校
- 静岡県立清水技術専門校
- 学校法人静岡自動車学園
- 聖隷健康診断センター
- 労働技能講習協会
- 全国建設産業教育訓練協会富士教育訓練センター
- 山崎建設
- 東海旅客鉄道三島社員研修センター
- レント教習センター
- 静岡県セイブリフトスクール
- 静岡県フォークリフト講習センター

## 愛知県
- アイシン安全衛生教育センター
- ポリテクセンター
- キャタピラー教習所東海教習センター
- キャタピラー教習所東海教習センター名古屋教習所
- コマツ教習所株式会社愛知センタ
- アイチ研修センター名古屋教習所
- 職業訓練法人愛知県建設職業訓練協議会
- 名古屋南労働基準協会
- 東海テック自動車学校
- 日立建機教習センタ愛知教習所
- 住友建機名古屋技術研修所
- 日本車輌製造機電本部技術研修所
- 日本クレーン教習所半田教習センター
- 港湾労働安定協会港湾技能研修センター
- 港湾労働安定協会豊橋地域職業訓練センター
- 愛知県建設センター
- オートサービス大興フォークリフト運転技能教習所
- トヨタ紡織
- ビジネスピープルテクノセンター
- ユーネットランス教育センター

## 三重県
- 三重県トラック協会（陸上貨物運送事業労働災害防止協会三重県支部）
- マジオワークライセンススクール四日市校
- マジオワークライセンススクール津校
- 津ドライビングスクール
- 三重労働基準協会
- 三重県人材開発センター
- 東海テック自動車学校・三重校
- 長島総合自動車学校
- 三重産業保健推進センター

## 滋賀県
- 関中建設技術センター
- 八日市自動車教習所
- 月の輪自動車教習所
- 日本クレーン協会滋賀教習所
- 近江八幡安全教育センター
- 滋賀県立草津高等技術専門校
- 滋賀県立近江高等技術専門校
- トヨタL&F京滋
- パナソニック マーケティングスクール
- TCM滋賀工場研修所

## 京都府
- コマツ教習所株式会社京都センタ
- 日立建機教習センタ京都教習所
- 志摩機械北近畿教習センター

## 大阪府
- IHI技術教習所　大阪センター
- アイチ研修センター　大阪教習所
- アイティエス興業 ハンナオペレーティングスクール
- 生野産業会
- エース産業 ドライビング・スクールかいなん教習所
- NRS本部 全日本ロードサービススクール
- SK技能教習センター
- NPO大阪建設安全技能センター
- 大阪高圧ガス熔材協同組合
- 大阪府港湾教育訓練協会
- 大阪府職業能力開発協会
- 大阪溶接協会
- 大阪府溶接技術協会
- 関西環境開発センター
- 関西電気保安協会 技術研修センター
- キャタピラー教習所茨木教習所
- キャタピラー教習所大阪南教習所
- 建設業労働災害防止協会 大阪府支部
- 建設荷役車両安全技術協会 大阪府支部
- 港湾貨物運送事業労働災害防止協会 大阪総支部
- コマツ教習所株式会社大阪センタ
- 住建センター
- 全国資格養成協会
- 中央労働災害防止協会 近畿安全衛生サービスセンター
- 日鐘　技能開発センター
- 大阪特殊自動車学校（日本オペレーター協会）
- 日本クレーン協会 近畿支部
- 日本建機教習所
- 日本砕石協会 関西地方本部
- 日本電気協会 関西電気協会
- 日本ボイラ協会 大阪支部
- パナソニック健康保険組合 産業衛生科学センター
- 阪和鳳自動車学校
- 都島学園 ミヤコジマオペレーティングスクール, キシワダオペレーティングスクール（日本オペレーティングスクール協会）
- モートマンエンジニアリング
- ヤマト・スタッフ・サプライ関西研修センター
- 陸上貨物運送事業労働災害防止協会　大阪府支部
- 林業・木材製造業労働災害防止協会　大阪府支部
- NPO労働安全推進協会
- 大阪労働基準連合会
- 大阪中央労働基準協会
- 大阪南労働基準協会
- 天満労働基準協会
- 大阪西労働基準協会
- 西野田労働基準協会
- 淀川労働基準協会
- 東大阪労働基準協会
- 岸和田労働基準協会
- 堺労働基準協会
- 羽曳野労働基準協会
- 北大阪労働基準協会
- 和泉大津地区労働基準協会
- 茨木労働基準協会

## 兵庫県
- 神鋼ヒューマン・クリエイト
- JCフォークリフト教習センター伊丹
- キャタピラー教習所明石教習センター
- コベルコ教習所尼崎教習センター
- コベルコ教習所明石教習センター
- セーリングドライビングスクール
- 船員労働災害防止協会
- 港湾職業能力開発短期大学校神戸校
- 港湾貨物運送事業労働災害防止協会兵庫県総支部（神戸港湾教育訓練協会）

## 奈良県
- キャタピラー教習所近畿教習センター奈良教習所
- コマツ教習所株式会社奈良センタ
- ササイ奈良教習センター
- 奈良県森林組合連合会

## 和歌山県
- キャタピラー教習所近畿教習センター和歌山教習所
- 日本建機教習所
- 友和協力会
- ドライビング・スクールかいなん
- 住金マネジメント和歌山クレーン教習所
- 住金和歌山製鉄所内和歌山技能訓練センター

## 鳥取県
- 鳥取県労働基準協会
- 鳥取県トラック協会
- 米子職業能力開発促進センター（愛称：ポリテクセンター米子）
- 鳥取県東部自動車学校
- 山陰中央自動車学校
- イナバ自動車学校

## 島根県
- 社団法人 島根労働基準協会
- 建設業労働災害防止協会島根県支部
- 陸上貨物運送業労働災害防止協会島根県支部
- 社団法人 日本ボイラ協会島根支部
- 社団法人 日本砕石協会島根県支部
- 社団法人 建設荷役車両安全技術協会島根県支部
- MSTC
- 八雲技能訓練所
- 日立金属安来工場
- 島根自動車学校
- 平田自動車教習所
- 島根県立農業大学校
- 島根県立出雲高等技術校

## 岡山県
- 株式会社リセンシア　おかやまオペレーティングスクール（日本オペレーティングスクール協会）
- 株式会社倉敷交通教育センター倉敷フォークリフト教習所
- 日立建機教習センタ岡山教習所
- 財団法人淳風会
- 社団法人岡山県労働基準協会
- 社団法人建設荷役車両安全技術協会岡山県支部
- 社団法人日本クレーン協会東中四国支部
- 社団法人日本ボイラ協会岡山支部
- 社団法人日本鳶工業連合会岡山県鳶土工連合会
- 職業訓練法人岡山建設共同職業訓練協会
- キャタピラー教習所株式会社中国教習センター岡山教習所
- コマツ教習所株式会社中国センタ
- 勝英自動車学校岡山クレーン学校
- 建設業労働災害防止協会岡山県支部
- 港湾貨物運送事業労働災害防止協会中国総支部岡山支部水島港湾技能教習所
- 中四国基礎工業協同組合岡山支部
- ウエストジャパン興業株式会社備前フォークリフト講習センター
- 陸上貨物運送事業労働災害防止協会岡山県支部
- 林業・木材製造業労働災害防止協会岡山県支部

## 広島県
- キャタピラー教習所広島教習センター
- コマツ教習所株式会社中国センタ習センター福山会場
- テクノ自動車学校
- アイチ研修センター東広島教習所
- 広島クレーン学校広島校
- 広島クレーン学校福山校
- 山陽クレーン学校
- 備南クレーン学校

## 山口県
- トモタ新南陽クレーン教習所
- 光東教習センター

## 徳島県
- 日本労働安全衛生コンサルタント会徳島支部
- 徳島県立中央テクノスクール
- 徳島県立西部テクノスクール
- 徳島県立南部テクノスクール
- 徳島県立農林水産総合技術支援センター
- 中央技能講習所

## 香川県
- 香川クレーン教習所
- タダノ教習センター高松教習所
- 銀星自動車学園
- 四国旅客鉄道研修センター
- 香川県立高松高等技術学校
- 香川オペレーティングスクール（日本オペレーティングスクール協会）

## 愛媛県
- コマツ教習所四国センタ
- 日本クレーン協会愛媛クレーン教習センター
- 愛媛県建設労働組合
- 愛媛県立今治高等技術専門校
- 愛媛県立新居浜高等技術専門校
- 国立波方海上技術短期大学校

## 高知県
- コマツ教習所四国センタ高知支所
- 高知県トラック協会
- 高知県山村林業振興基金

## 福岡県
- 福岡県労働基準協会連合会
- 建設業労働災害防止協会福岡県支部
- 陸上貨物運送事業労働災害防止協会福岡県支部
- 港湾貨物運送事業労働災害防止協会九州総支部
- 林業・木材製造業労働災害防止協会福岡県支部
- 日本ボイラ協会福岡支部
- 福岡経営者労働福祉協会
- 日本砕石協会九州地方本部
- 全国火薬類保安協会福岡教育講習事務所
- 日本クレーン協会福岡支部
- 全福岡県建設労働組合
- ボイラ・クレーン安全協会福岡事務所
- 日本鳶工業連合会
- 福岡地区職業訓練協会
- 北九州地区職業訓練協会
- 久留米地区職業訓練協会
- 豊前地区職業訓練協会
- 九州旅客鉄道社員研修センター
- 住建センター
- キャタピラー九州福岡教習センター
- コマツ教習所九州センタ
- アイチ研修センター九州教習所
- 中央労働災害防止協会九州安全衛生サービスセンター
- 日本ボイラ整備据付協会福岡県支部
- 建設荷役車両安全技術協会福岡県支部
- 住友金属工業小倉製鉄所
- 福岡県建設技能教習センター
- 九州機械工業振興会
- 産業教育センター
- 日本経営教育センター九州支所
- 中村労働安全衛生コンサルタント事務所
- イトウ建機リースむなかたフォークリフト教習所
- YMKサービス技能センター
- 日立建機教習センタ福岡教習所
- 久留米工業技術専門学校
- 大牟田中央自動車学校
- ロジテック
- おんが自動車学校
- 八幡自動車学校
- 労働安全衛生推進協会

## 佐賀県
- 佐賀職業能力開発促進センター
- 国立唐津海上技術学校
- 名村造船所
- 佐賀県立産業技術学院
- 陸上自衛隊九州補給処

## 長崎県
- キャタピラー九州長崎教習センター
- あたご自動車学校
- 長崎県建造物解体工業会
- 国立口之津海上技術学校
- 佐世保実業高等学校
- 九十九技能訓練所
- 長崎県立長崎高等技術専門校
- 長崎県立佐世保高等技術専門校
- 三菱重工業長崎造船所
- 大島造船所
- 三菱電機長崎製作所
- 長崎県建設技術専門学院本部
- 新西海自動車学校

## 熊本県
- 熊本県労働基準協会
- キャタピラー九州熊本教習センター
- コベルコ教習所熊本教習センター
- 熊本県砕石業協同組合連合会
- 日本ボイラ協会熊本支部
- 建設業労働災害防止協会熊本県支部
- 陸上貨物運送事業労働災害防止協会熊本県支部
- 林業・木材製造業労働災害防止協会熊本県支部
- 建設荷役車両安全技術協会熊本県支部
- 八代ドライビングスクール
- 中球磨モータースクール

## 大分県
- 大分県労働基準協会特殊技能教育センター
- 大分産業機械技術教習所
- 大分県森林整備センター
- 大分県立大分高等技術専門校
- 大分県立佐伯高等技術専門校
- 渡邉太郎事務所

## 宮崎県
- 宮崎特殊車両専門学校・梅田学園フェニックスモータースクール
- キャタピラー九州宮崎教習センター
- 宮崎県立産業技術専門校
- 宮崎県林業労働機械化センター
- 宮崎県産業開発青年協会
- 東九州自動車学校

## 鹿児島県
- 鹿児島県建造物解体業連合会
- 鹿児島職業能力開発促進センター
- 鹿児島県トラック協会
- マジオワークライセンススクール鹿児島校

## 沖縄県
- 沖縄県労働基準協会
- 日本クレーン協会沖縄クレーン教習所
- 沖縄県立浦添職業能力開発校
- 沖縄県立具志川職業能力開発校
- 沖縄産機
- 沖縄トヨタ自動車
- 専修学校パシフィックテクノカレッジ学院